# Okamoto's

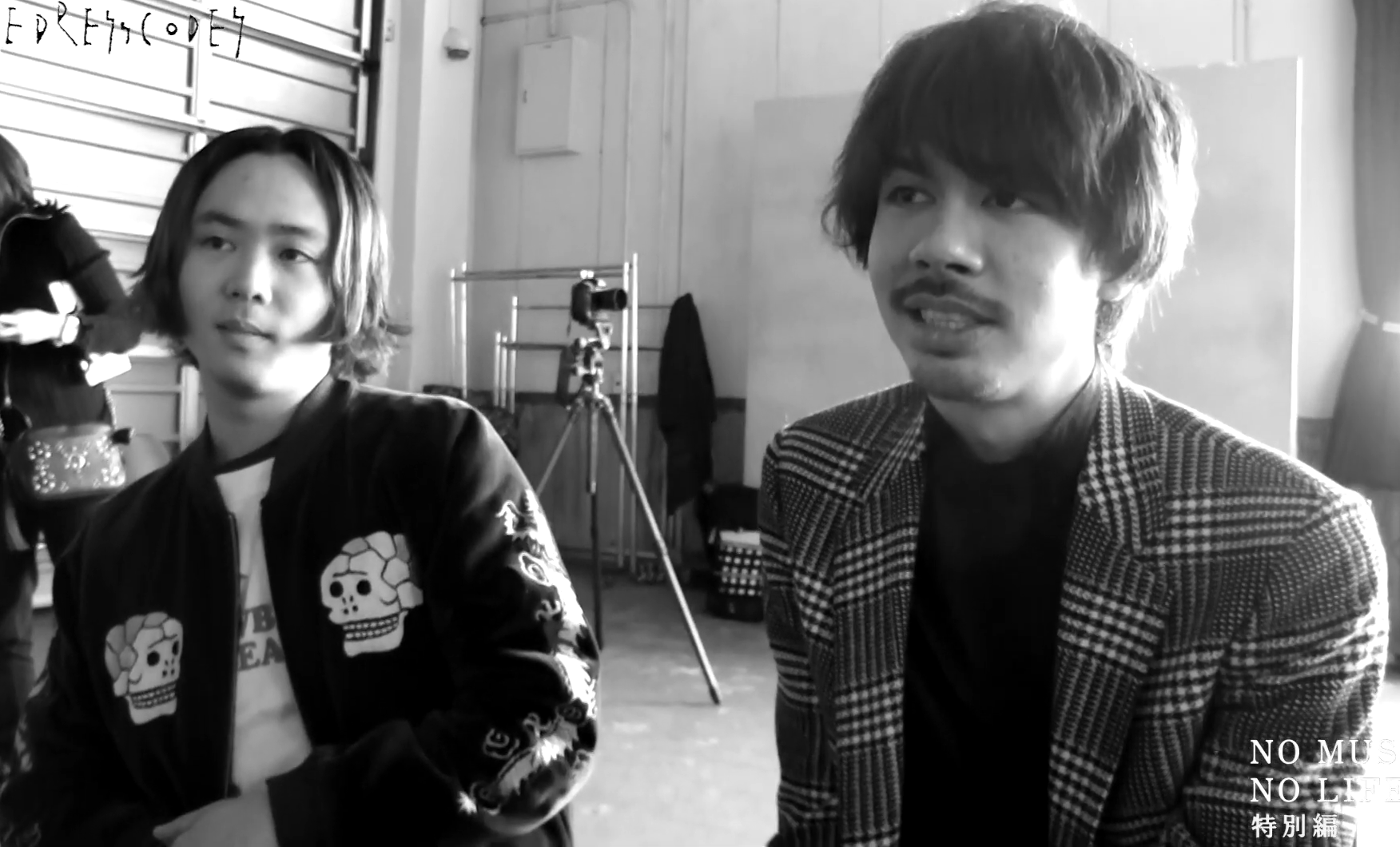
Okamoto's

 (avril 2023).
La mise en forme du texte ne suit pas les recommandations de Wikipédia : il faut le « wikifier ».
Les points d'amélioration suivants sont les cas les plus fréquents. Le détail des points à revoir est peut-être précisé sur la page de discussion.
- Les titres sont pré-formatés par le logiciel. Ils ne sont ni en capitales, ni en gras.
- Le texte ne doit pas être écrit en capitales (les noms de famille non plus), ni en gras, ni en italique, ni en « petit »…
- Le gras n'est utilisé que pour surligner le titre de l'article dans l'introduction, une seule fois.
- L'italique est rarement utilisé : mots en langue étrangère, titres d'œuvres, noms de bateaux, etc.
- Les citations ne sont pas en italique mais en corps de texte normal. Elles sont entourées par des guillemets français : « et ».
- Les listes à puces sont à éviter, des paragraphes rédigés étant largement préférés. Les tableaux sont à réserver à la présentation de données structurées (résultats, etc.).
- Les appels de note de bas de page (petits chiffres en exposant, introduits par l'outil «  Source ») sont à placer entre la fin de phrase et le point final[comme ça].
- Les liens internes (vers d'autres articles de Wikipédia) sont à choisir avec parcimonie. Créez des liens vers des articles approfondissant le sujet. Les termes génériques sans rapport avec le sujet sont à éviter, ainsi que les répétitions de liens vers un même terme.
- Les liens externes sont à placer uniquement dans une section « Liens externes », à la fin de l'article. Ces liens sont à choisir avec parcimonie suivant les règles définies. Si un lien sert de source à l'article, son insertion dans le texte est à faire par les notes de bas de page.
- La présentation des références doit suivre les conventions bibliographiques. Il est recommandé d'utiliser les modèles {{Ouvrage}}, {{Chapitre}}, {{Article}}, {{Lien web}} et/ou {{Bibliographie}}. Le mode d'édition visuel peut mettre en forme automatiquement les références.
- Insérer une infobox (cadre d'informations à droite) n'est pas obligatoire pour parachever la mise en page.

Pour une aide détaillée, merci de consulter Aide:Wikification.
Si vous pensez que ces points ont été résolus, vous pouvez retirer ce bandeau et améliorer la mise en forme d'un autre article.
Okamoto's (オカモトズ, Okamotozu, stylisé OKAMOTO'S) est un groupe japonais de rock, formé en 2006. Ils ont fait leurs vrais début le 26 mai 2010, et ils ont signés dans le label Ariola Japan.

## Carrière
Le groupe Okamoto's a été formé par quatre élèves de lycée. Fans de artiste d'avant-garde japonais Tarō Okamoto, les membres se sont inspirés des Ramones et chacun a adopté des noms de scène avec le nom de famille Okamoto.
Le groupe Okamoto's a fait ses débuts en enregistrement avec une apparition sur la compilation Columbia "Here Come the Modernity" en février 2009, puis ont continués en juin avec leur premier album, Here Are Okamoto's . Peu de temps après, Masaru Okamoto quitte le groupe et il sera remplacé par Hama Okamoto. À l'appui de l'album, ils ont donné une performance solo à guichets fermés pour commémorer sa sortie. Jouant plus de dix spectacles par mois, ils ont réussi à se produire plus d'une centaine de fois en 2009.
En mars 2010, ils se sont produits au festival de musique South by Southwest à Austin, au Texas, et se sont également produits dans 6 autres villes des États-Unis dans le cadre de la tournée Japan Nite.
Le 26 mai 2010, ils ont fait leurs débuts majeurs sous le label Ariola Japan, une filiale de Sony Music Entertainment Japan. Il a été annoncé que le premier single des débuts majeurs des Okamoto's, "Yokubō o Sakebe!!!" (欲望を叫べ!!!, "Shout Out Your Desires!!!") "Yokubō o Sakebe!!!" (欲望を叫べ!!!, "Shout Out Your Desires!!!") "Yokubō o Sakebe!!!" (欲望を叫べ!!!, "Shout Out Your Desires!!!") ! ! , "Shout out of your Desires !!!") a été choisi comme 18e ending de l'anime Naruto: Shippuden.
Le 4 février 2015, le 6e single "Headhunt" des Okamoto's a été choisi comme opening de l'anime Durarara !! x2 Shou.
En 2016, les Okamoto's ont sorti leur 9e single "Brother" comme générique de fin de la série Netflix Hibana: Spark. En 2020, la chanson des Okamoto's "Welcome My Friend" a été utilisée comme ending de la série animée Fugou Keiji: Balance Unlimited.

## Membres
- Shō Okamoto (オカモトショウ, Okamoto Shō?) – chant

Son vrai nom est Shō Īmura (飯村 翔, Īmura Shō)  . Né le 19 octobre 1990 à New York. Ancien membre de Zutto Zuletellz (ズットズレテルズ, Zuttozureteruzu)  et du groupe de performance pour enfants Precoci. Fils aîné du saxophoniste de jazz américain Scott Hamilton,.
- Kōki Okamoto (オカモトコウキ, Okamoto Kōki?) – guitare

De son vrai nom Kōki Hayashi (林 幸希, Hayashi Kōki)  . Né le 5 novembre 1990  à Nerima City à Tokyo au Japon.
- Reiji Okamoto (オカモトレイジ, Okamoto Reiji?) – percussions

De son vrai nom Reiji Miyake (三宅 零治, Miyake Reiji)  . Né le 9 janvier 1991 à Futako-Tamagawa, Setagaya, Tokyo. Ancien membre de Zutto Zuletellz. Il est le fils aîné du chanteur de The Privates, Tatsuji Nobuhara (延原達治, Nobuhara Tatsuji). Dans son enfance, il était acteur dans des séries télévisées.
- Hama Okamoto (ハマ・オカモト?) – basse (2009–maintenant)

De son vrai nom Ikumi Hamada (濵田 郁未, Hamada Ikumi)  . Né le 12 mars 1991 à Tokyo. Ancien membre de Zutto Zuletellz. Il est le fils aîné de Masatoshi Hamada et Natsumi Ogawa,.
Anciens membres
- Masaru Okamoto (オカモトマサル, Okamoto Masaru?) – basse (2006–2009)

## Discographie

### Studio Albums
- Here Are Okamoto's (3 Juin 2009)
- 10's (26 Mai 2010) Oricon Albums Chart Peak Position: No. 63[7]
- Okamoto's ni Muchū (オカモトズに夢中, Okamotozu ni Muchū?, 3 Novembre 2010) No. 55[7]
- Yokubō (欲望?, 7 septembre 2011) No. 44[7]
- Okamoto's (23 janvier 2013) No. 30[7]
- Let It V (15 janvier 2014) No. 14[7]
- VXV (27 août 2014) No. 27[7]
- Opera (30 septembre 2015) No. 27[7]
- No More Music (2 août 2017) No. 21[7]
- Boy (9 janvier 2019) No. 13[7]
- Kno Where (29 septembre 2021)
- Flowers (25 janvier 2023)

### EP
- Count 1000 EP (22 décembre, 2009)
- BL-EP (21 décembre 2016) No. 139[7]
- Welcome My Friend (26 août 2020)

### Live albums
- Live Rare Trax (24 juillet 2017)
- Live (31 mai 2017) No. 46[7]

### Singles
- "Yokubō o Sakebe!!!!" (欲望を叫べ!!!!?, 3 août 2011) Oricon Singles Chart Peak Position: No. 79[8]
- "Majime ni Nattara Namida ga Deruze"/"Aoi Tengoku" (マジメになったら涙が出るぜ/青い天国?, 18 juillet 2012) No. 64[8]
- "Love Song"/"Kyōhansha" (ラブソング/共犯者, Rabu Songu/Kyōhansha?) (31 octobre 2012) No. 54[8]
- "Joy Joy Joy"/"Kokuhaku" (告白?, 31 octobre 2013) No. 79[8]
- "Sexy Body" (6 novembre 2013) No. 78[8]
- "Headhunt" (4 février 2015) No. 26[8]
- "Dance With Me"/"Dance With You" (17 juin 2015) No. 36[8]
- "Beautiful Days" (25 novembre 2015) No. 55[8]
- "Brother" (1 juin 2016) No. 44[8]
- Where do we go (24 avril 2023)

### Limited singles
- "Zeroman (Movie Ver.)" (1er mars 2015)
- "Burning Love" (9 septembre 2016)
- "Rocky" (14 octobre 2016)
- "90's Tokyo Boys" (14 juillet 2017)
- "Dreaming Man" (14 décembre 2019)
- "Higher" (14 décembre 2019)

### Home videos
- Okamoto's 5th Anniversary Happy! Birthday! Party! Tour! Final @ Hibiya Open-air Music Hall (18 mars 2015) Oricon DVDs Chart Peak Position: No. 58[9]